# 盖雷站
盖雷站是法国的一个铁路车站，位于法国克勒兹省省会盖雷（法語：Guéret）。

## 位置
盖雷站位于盖雷市区的北部。车站大致呈东西走向，开口朝南。
盖雷站没有直达前往巴黎的列车，乘客可乘坐大巴车前往拉苏特兰站进行联程中转。

## 车站历史
盖雷站建成于1864年，和蒙吕松-圣苏佩斯洛里耶铁路 同时建成运营。历史上盖雷站向北还有前往圣塞巴斯蒂安站方向的铁路，但已于二战时期废弃。
盖雷所处的克勒兹省是法国人口外流最为严重的省份，二十世纪外流人口数量超过总人口的一半，而盖雷站的地位也因此不断下降，停靠列车数量越来越少。2005年，盖雷站曾爆发大规模的抗议游行，呼吁相关部门加开经停盖雷的列车。2012年，盖雷站的站房及站台得到了翻新，并增加了无障碍设施。
2012年12月起，原经停盖雷站的"波尔多—里昂"城际列车停运，盖雷站的通达范围由此大幅缩减。

## 停靠线路
以下列车线路在盖雷站停靠：
| 盖雷站列车线路表 |              |                |        |              |
| 线路             | 车种         | 上一站         | 下一站 | 大致运行频率 |
| 蒙吕松—利摩日    | 法国大区列车 | 克勒兹河畔比索 | 蒙泰古 | 每天2~3趟    |
| 费勒坦—利摩日    | 法国大区列车 | 克勒兹河畔比索 | 蒙泰古 | 每天1趟      |
| 盖雷—利摩日      | 法国大区列车 | （起点）       | 蒙泰古 | 每天2趟左右  |
| 1. 2.            |              |                |        |              |

## 配套交通

### 城际客运
盖雷站对应的大巴车上下车地点位于车站前方，出站后即可看见。
| 停靠盖雷站的大巴车 |                              | |
| 上下车地点         | 运营单位                     | 主要目的地                                                                                             |
| 盖雷站             | 克勒兹省城际客运 TransCreuse | 奥藏塞、马尔萨克、圣塞巴斯蒂安、布萨克、鲁瓦埃勒、拉苏特兰、艾居朗德、阿安                             |
| 盖雷站             | SNCF TER Limousin            | 拉苏特兰、利摩日、蒙吕松、罗阿讷（当某条铁路线施工或罢工时，SNCF可能会提供途径该线路沿途站点的大巴车） |
| 1. 2. 3.           |                              | |

### 市内交通
| 盖雷站附近的市内公交线路 |            |                                   |
| 公交车站名称             | 位置       | 停靠线路                          |
| Gare SNCF                | 盖雷站门口 | A线、B线、C线、D线、E线、F线、G线 |
| 1.                       |            |                                   |

## 临近车站
| 盖雷站（Gare de Guéret） |                            |          |
| 上行车站                 | 线路                       | 下行车站 |
| 克勒兹河畔比索站         | 蒙吕松－圣苏佩斯洛里耶铁路 | 蒙泰古站 |